# Rodyjskie pieśni miłosne
Rodyjskie pieśni miłosne – zbiór greckich wierszy i pieśni miłosnych powstałych na przełomie XIV i XV stulecia na Rodos.
Rodyjskie pieśni miłosne (Stíchoj perí érotos kaj agápes) są zbiorem greckich wierszy i pieśni miłosnych powstałym na przełomie XIV i XV stulecia na wyspie Rodos. Utwór obejmuje 707 nierymowanych piętnastozgłoskowców. W 11 początkowych wierszach, ułożonych w akrostych od litery A do M, chłopiec i dziewczyna śpiewają na przemian piosenki o miłości. Druga część Rodyjskich pieśni składa się z 15 dystychów, od litery A do O (z lukami), wypełnionych skargami miłosnymi mężczyzny, trzecia jest opowieścią miłosną urozmaiconą 19 piosenkami o treści erotycznej. Wiele pieśni odznacza się świeżością uczuć miłosnych i stanowi prawdziwą perłę poezji ludowej. Nowożytny wydawca nadał utworowi tytuł Alfabet miłości (Alphábetos tes agápes).